# Щепиці
Щепиці (пол. Szczepice) — село в Польщі, у гміні Кциня Накельського повіту Куявсько-Поморського воєводства.
Населення — 262 особи (2011).
У 1975-1998 роках село належало до Бидгощського воєводства. Місто розташоване на відстані близько 6 км на північний схід від Кчиня, 13 км на південь від Накло-над-Нотецьою, 33 км на захід від Бидгоща.

## Демографія
Демографічна структура станом на 31 березня 2011 року:
|          | Загалом | Допрацездатний вік | Працездатний вік | Постпрацездатний вік |
| -------- | ------- | ------------------ | ---------------- | -------------------- |
| Чоловіки | 133     | 38                 | 83               | 12                   |
| Жінки    | 129     | 29                 | 76               | 24                   |
| Разом    | 262     | 67                 | 159              | 36                   |